# Robin Collyer
Robin Collyer (* 7. März 1949 in London) ist ein britisch-kanadischer Fotograf und Bildhauer.

## Leben und Werk
Robin Collyer wurde in London geboren und emigrierte 1957 nach Kanada. Er studierte in den späten sechziger Jahren an der OCAD University in Toronto. Er schafft Skulpturen und Fotografien.

„Collyer geht es nicht um die Registrierung oder Nachahmung tatsächlich existierender Gegenstände. Wenn er industrielle Materialien, normierte Fertigprodukte verwendet, dann nur, um sie zu neuen, nicht funktionalen Objekten zusammenzufügen. Diese Gebilde können zuweilen monumentale Ausmaße annehmen. So sehr auch Collyers Skulpturen den Eindruck völlig neuer Konstruktionen vermitteln, so wenig lassen sich doch die Spuren alltäglicher Gebrauchsdinge an ihnen übersehen.“

## Ausstellungen (Auswahl)

### Einzelausstellungen
- 1971: Carmen Lamanna Gallery, Toronto

### Gruppenausstellungen
- 1987: documenta 8, Kassel
- 1992: Carambolage, Staatliche Kunsthalle Baden-Baden, Baden-Baden
- 1993: Biennale di Venezia, Venedig
- 1999: Fotografien, Art Gallery of York University, Canadian Museum of Contemporary Photography und Centre photographique d'Ile-de-France in Pontault-Combault, France
- 2003: Jede Fotografie ein Bild, Siemens Fotosammlung, Pinakothek der Moderne, München